# Chacellus
Chacellus is een geslacht van kreeftachtigen uit de klasse van de Malacostraca (hogere kreeftachtigen).

## Soorten
- Chacellus filiformis Guinot, 1969
- Chacellus pacificus Hendrickx, 1989